# あこがれのお隣
『あこがれのお隣』（あこがれのおとなり）または『かぶと虫のわが家は楽し』（かぶとむしのわがやはたのし、原題：The Greener Yard）は、ウォルト・ディズニー・プロダクション（現：ウォルト・ディズニー・カンパニー）が製作した1949年10月14日公開のアニメーション短編映画作品。ドナルドダック・シリーズの第88作である。

## あらすじ
ある日、年老いたブートルビートルは若いビートルに豆をごちそうするが、若いビートルは豆に飽きてしまった。隣の家を覗く若いビートルに年老いたビートルは、自分が若い頃、隣の家の畑の食べ物を食べる途中、畑の主のドナルドに襲われたことや、ニワトリや鳥に食べられそうになった経験を話す。彼の経験を聞いた若いビートルは、年老いたビートルの作った豆料理を美味しそうに食べ始め、年老いたビートルは、デザートに隣の家から盗んだスイカを持ってきたのだった。

## スタッフ
- 製作：ウォルト・ディズニー
- 監督：ジャック・ハンナ
- 脚本：ビル・バーグ、ミルト・バンタ
- 音楽：オリバー・ウォレス
- 美術：エール・グレイシー
- 背景：ラルフ・ハレット
- 原画：ビル・ジャスティス、ジャッジ・ウィテカー、ヴォルス・ジョーンズ、ダン・マクマニュス

## キャスト
| キャラクター   | 原語版               | 旧吹き替え版 | 新吹き替え版 |
| -------------- | -------------------- | ------------ | ------------ |
| ドナルドダック | クラレンス・ナッシュ | 関時男       | 山寺宏一     |
| 老いた虫       | ディンク・トラウト   | 江原正士     | 沢りつお     |
| 若い虫         | -                    | 後藤真寿美   | -            |
| ニワトリ       | フローレンス・ギル   | -            | -            |

## 日本での公開

### 収録
- 『ドナルドダック・クロニクル Vol.3 限定保存版』（DVD、ブエナ・ビスタ・ホーム・エンターテイメント、新吹き替え版）